# Björn von Finckenstein
Björn Graf Finck von Finckenstein (* 23. Juli 1958 in Usakos, Südwestafrika; † 17. Dezember 2021 in Windhoek) war ein deutschnamibischer Arzt und Politiker der SWAPO in Namibia.

## Familie
Björn von Finckenstein entstammt dem preußischen Adelsgeschlecht der Reichsgrafen und Grafen Finck von Finckenstein. Er war der Sohn aus der Ehe von Günther Graf Finck von Finckenstein (1934–1990) und Anka-Margit von Goldammer (1936–1983).

## Leben
Björn von Finckenstein studierte Medizin und wurde zum Dr. med. promoviert. Er war als Allgemeinmediziner in Windhoek tätig. Er lebte im Stadtteil Klein-Windhoek und war medizinischer Direktor des namibischen Blutspendedienstes.
Am 11. Dezember 1992 wurde er Councillor der Stadt Windhoek, d. h. Vorsitzender der städtischen Exekutive. Bis zum Mai 2008 gehörte er der Leitung der Stadtverwaltung an. Bis Mai 2010 war er Mitglied des Stadtrates von Windhoek.
Er war 1993/94 Stellvertretender Bürgermeister und von 1995 bis Februar 1998 Bürgermeister der Stadt Windhoek. Sein Nachfolger, Immanuel Ngatjizeko, war der erste Schwarze im Bürgermeisteramt.
Björn von Finckenstein war Geschäftsführer des Deutsch-Namibischen Hilfsfonds Quandt e. V.